# Record du monde de natation dames du 1500 mètres nage libre avec splits
Progression du record du monde de natation sportive dames pour l'épreuve du 1500 mètres nage libre en bassin de 50 et 25 mètres.

## En bassin de 50 m
| Temps             | Athlète             | Naissance | Âge | Nationalité | Compétition                 | Lieu            | Date              |
| ----------------- | ------------------- | --------- | --- | ----------- | --------------------------- | --------------- | ----------------- |
| 25 min 06 s 6     | Helen Wainwright    |           |     | États-Unis  |                             | Manhattan Beach | 19 août 1922      |
| 24 min 07 s 6     | Ethel McGary        |           |     | États-Unis  |                             | Coral Gables    | 31 décembre 1925  |
| 24 min 00 s 2     | Edith Mayne         |           |     | Royaume-Uni |                             | Exmouth         | 15 septembre 1926 |
| 23 min 44 s 6     | Martha Norelius     |           |     | États-Unis  |                             | Massapequa      | 28 juillet 1927   |
| 23 min 17 s 2     | Helene Madison      | 1913      | 18  | États-Unis  |                             | New York        | 15 juillet 1931   |
| 22 min 36 s 7     | Grethe Fredericksen |           |     | Danemark    |                             | Copenhague      | 26 juin 1936      |
| 21 min 45 s 7     | Ragnhild Hveger     |           |     | Danemark    |                             | Helsingor       | 3 juillet 1938    |
| 21 min 10 s 1     | Ragnhild Hveger     |           |     | Danemark    |                             | Helsingor       | 11 août 1940      |
| 20 min 57 s 0     | Ragnhild Hveger     |           |     | Danemark    |                             | Copenhague      | 20 août 1941      |
| 20 min 46 s 5     | Lenie de Nijs       |           |     | Pays-Bas    |                             | Utrecht         | 23 juillet 1955   |
| 20 min 22 s 8     | Jans Koster         |           |     | Pays-Bas    |                             | Utrecht         | 21 août 1956      |
| 20 min 03 s 1     | Jans Koster         |           |     | Pays-Bas    |                             | Hilversum       | 27 juillet 1957   |
| 19 min 25 s 7 (y) | Ilsa Konrads        | 1944      | 15  | Australie   |                             | Sydney          | 14 janvier 1959   |
| 19 min 23 s 6     | Jane Vederquist     | 1945      | 15  | Suède       |                             | Uppsala         | 8 septembre 1960  |
| 19 min 02 s 8     | Margareta Rylander  |           |     | Suède       |                             | Uppsala         | 27 juin 1961      |
| 18 min 44 s 0     | Carolyn House       |           |     | États-Unis  |                             | Chicago         | 16 août 1962      |
| 18 min 30 s 5     | Patricia Caretto    |           |     | États-Unis  |                             | Los Altos       | 30 juillet 1964   |
| 18 min 23 s 7     | Patricia Caretto    |           |     | États-Unis  |                             | Los Altos       | 12 août 1965      |
| 18 min 12 s 9     | Patricia Caretto    |           |     | États-Unis  |                             | Lincoln         | 21 août 1966      |
| 18 min 11 s 1     | Debbie Meyer        | 1952      | 15  | États-Unis  |                             | Santa Clara     | 9 juillet 1967    |
| 17 min 50 s 2     | Debbie Meyer        | 1952      | 15  | États-Unis  |                             | Philadelphie    | 20 août 1967      |
| 17 min 31 s 2     | Debbie Meyer        | 1952      | 16  | États-Unis  |                             | Los Angeles     | 21 juillet 1968   |
| 17 min 19 s 9     | Debbie Meyer        | 1952      | 17  | États-Unis  |                             | Louisville      | 17 août 1969      |
| 17 min 19 s 2     | Catherine Calhoun   |           |     | États-Unis  |                             | Houston         | 28 août 1971      |
| 17 min 00 s 6     | Shane Gould         | 1956      | 15  | Australie   |                             | Sydney          | 12 décembre 1971  |
| 16 min 56 s 90    | Shane Gould         | 1956      | 17  | Australie   |                             | Adélaïde        | 11 février 1973   |
| 16 min 54 s 14    | Jo Ann Harsbarger   |           |     | États-Unis  |                             | Louisville      | 25 août 1973      |
| 16 min 49 s 90    | Jennifer Turrall    |           |     | Australie   |                             | Sydney          | 9 décembre 1973   |
| 16 min 48 s 2     | Jennifer Turrall    |           |     | Australie   |                             | Sydney          | 9 janvier 1974    |
| 16 min 43 s 4     | Jennifer Turrall    |           |     | Australie   |                             | Sydney          | 13 juillet 1974   |
| 16 min 39 s 28    | Jennifer Turrall    |           |     | Australie   |                             | Los Angeles     | 3 août 1974       |
| 16 min 33 s 94    | Jennifer Turrall    |           |     | Australie   | Championnats USA            | Concord         | 25 août 1974      |
| 16 min 24 s 60    | Alice Brown         |           |     | États-Unis  | AAU National                | Mission Viejo   | 21 août 1977      |
| 16 min 14 s 93    | Tracey Wickham      | 1962      | 16  | Australie   |                             | Brisbane        | 8 février 1978    |
| 16 min 06 s 63    | Tracey Wickham      | 1962      | 17  | Australie   | Championnats d'Australie    | Perth           | 25 février 1979   |
| 16 min 04 s 49    | Kim Linehan         | 1962      | 17  | États-Unis  | AAU National                | Fort Lauderdale | 19 août 1979      |
| 16 min 00 s 73    | Janet Evans         | 1971      | 16  | États-Unis  | Championnats des États-Unis | Clovis          | 31 juillet 1987   |
| 15 min 52 s 10    | Janet Evans         | 1971      | 17  | États-Unis  | Championnats des États-Unis | Orlando         | 26 mars 1988      |

| Temps          | Laps           | Laps    | Laps          | Laps          | Athlète      | Naissance | Âge | Nationalité | Compétition           | Lieu          | Date         |  |
| -------------- | -------------- | ------- | ------------- | ------------- | ------------ | --------- | --- | ----------- | --------------------- | ------------- | ------------ |  |
|                |                | 50 m    | 100 m         | 500 m         |              |           |     |             |                       |               |              |  |
| 15 min 42 s 54 |                |         |               |               | Kate Ziegler | 1988      | 19  | États-Unis  | TYR Meet of Champions | Mission Viejo | 17 juin 2007 |  |
|                | 29 s 23        | 29 s 23 |               |               |              |           |     |             |                       |               |              |  |
|                | 1 min 00 s 49  | 31 s 26 | 1 min 00 s 49 |               |              |           |     |             |                       |               |              |  |
|                | 1 min 32 s 09  | 31 s 60 |               |               |              |           |     |             |                       |               |              |  |
|                | 2 min 03 s 46  | 31 s 37 | 1 min 02 s 97 |               |              |           |     |             |                       |               |              |  |
|                | 2 min 35 s 17  | 31 s 71 |               |               |              |           |     |             |                       |               |              |  |
|                | 3 min 06 s 74  | 31 s 57 | 1 min 03 s 28 |               |              |           |     |             |                       |               |              |  |
|                | 3 min 38 s 34  | 31 s 60 |               |               |              |           |     |             |                       |               |              |  |
|                | 4 min 09 s 87  | 31 s 53 | 1 min 03 s 13 |               |              |           |     |             |                       |               |              |  |
|                | 4 min 41 s 41  | 31 s 54 |               |               |              |           |     |             |                       |               |              |  |
|                | 5 min 13 s 01  | 31 s 60 | 1 min 03 s 14 | 5 min 13 s 01 |              |           |     |             |                       |               |              |  |
|                | 5 min 44 s 80  | 31 s 79 |               |               |              |           |     |             |                       |               |              |  |
|                | 6 min 16 s 48  | 31 s 68 | 1 min 03 s 47 |               |              |           |     |             |                       |               |              |  |
|                | 6 min 48 s 07  | 31 s 59 |               |               |              |           |     |             |                       |               |              |  |
|                | 7 min 19 s 63  | 31 s 56 | 1 min 03 s 15 |               |              |           |     |             |                       |               |              |  |
|                | 7 min 51 s 06  | 31 s 43 |               |               |              |           |     |             |                       |               |              |  |
|                | 8 min 22 s 57  | 31 s 51 | 1 min 02 s 94 |               |              |           |     |             |                       |               |              |  |
|                | 8 min 53 s 91  | 31 s 34 |               |               |              |           |     |             |                       |               |              |  |
|                | 9 min 25 s 42  | 31 s 51 | 1 min 02 s 85 |               |              |           |     |             |                       |               |              |  |
|                | 9 min 57 s 07  | 31 s 65 |               |               |              |           |     |             |                       |               |              |  |
|                | 10 min 28 s 74 | 31 s 67 | 1 min 03 s 32 | 5 min 15 s 73 |              |           |     |             |                       |               |              |  |
|                | 11 min 00 s 19 | 31 s 45 |               |               |              |           |     |             |                       |               |              |  |
|                | 11 min 31 s 70 | 31 s 51 | 1 min 02 s 96 |               |              |           |     |             |                       |               |              |  |
|                | 12 min 03 s 42 | 31 s 72 |               |               |              |           |     |             |                       |               |              |  |
|                | 12 min 35 s 17 | 31 s 75 | 1 min 03 s 47 |               |              |           |     |             |                       |               |              |  |
|                | 13 min 06 s 55 | 31 s 38 |               |               |              |           |     |             |                       |               |              |  |
|                | 13 min 38 s 54 | 31 s 99 | 1 min 03 s 37 |               |              |           |     |             |                       |               |              |  |
|                | 14 min 10 s 13 | 31 s 59 |               |               |              |           |     |             |                       |               |              |  |
|                | 14 min 41 s 85 | 31 s 72 | 1 min 03 s 31 |               |              |           |     |             |                       |               |              |  |
|                | 15 min 13 s 27 | 31 s 42 |               |               |              |           |     |             |                       |               |              |  |
|                | 15 min 42 s 54 | 29 s 27 | 1 min 00 s 69 | 5 min 13 s 80 |              |           |     |             |                       |               |              |  |

## En bassin de 25 m
| Temps          | Laps           | Laps    | Laps          | Laps          | Athlète         | Naissance | Âge | Nationalité        | Compétition                        | Lieu             | Date             |  |
| -------------- | -------------- | ------- | ------------- | ------------- | --------------- | --------- | --- | ------------------ | ---------------------------------- | ---------------- | ---------------- |  |
|                |                | 50 m    | 100 m         | 500 m         |                 |           |     |                    |                                    |                  |                  |  |
| 15 min 43 s 31 |                |         |               |               | Petra Schneider | 1963      | 19  | Allemagne de l'Est |                                    | Gainesville      | 10 janvier 1982  |  |
| 15 min 42 s 39 |                |         |               |               | Laure Manaudou  | 1986      | 18  | France             | Journée demi-fond                  | La Roche-sur-Yon | 20 novembre 2004 |  |
|                | 1 min 00 s 30  |         | 1 min 00 s 30 |               |                 |           |     |                    |                                    |                  |                  |  |
|                | 2 min 03 s 30  |         | 1 min 03 s 00 |               |                 |           |     |                    |                                    |                  |                  |  |
|                | 3 min 06 s 50  |         | 1 min 03 s 20 |               |                 |           |     |                    |                                    |                  |                  |  |
|                | 4 min 09 s 59  |         | 1 min 03 s 09 |               |                 |           |     |                    |                                    |                  |                  |  |
|                | 5 min 12 s 73  |         | 1 min 03 s 14 | 5 min 12 s 73 |                 |           |     |                    |                                    |                  |                  |  |
|                | 6 min 16 s 02  |         | 1 min 03 s 29 |               |                 |           |     |                    |                                    |                  |                  |  |
|                | 7 min 19 s 64  |         | 1 min 03 s 62 |               |                 |           |     |                    |                                    |                  |                  |  |
|                | 8 min 23 s 03  |         | 1 min 03 s 39 |               |                 |           |     |                    |                                    |                  |                  |  |
|                | 9 min 26 s 20  |         | 1 min 03 s 17 |               |                 |           |     |                    |                                    |                  |                  |  |
|                | 10 min 29 s 85 |         | 1 min 03 s 65 | 5 min 17 s 12 |                 |           |     |                    |                                    |                  |                  |  |
|                | 11 min 33 s 02 |         | 1 min 03 s 17 |               |                 |           |     |                    |                                    |                  |                  |  |
|                | 12 min 36 s 11 |         | 1 min 02 s 09 |               |                 |           |     |                    |                                    |                  |                  |  |
|                | 13 min 39 s 19 |         | 1 min 03 s 08 |               |                 |           |     |                    |                                    |                  |                  |  |
|                | 14 min 41 s 82 |         | 1 min 02 s 63 |               |                 |           |     |                    |                                    |                  |                  |  |
| 15 min 32 s 90 |                |         |               |               | Kate Ziegler    | 1988      | 19  | États-Unis         | Alex Athletics Jubilaums Challenge | Essen            | 12 octobre 2007  |  |
|                | 28 s 49        | 28 s 49 |               |               |                 |           |     |                    |                                    |                  |                  |  |
|                | 58 s 41        | 29 s 92 | 58 s 41       |               |                 |           |     |                    |                                    |                  |                  |  |
|                | 1 min 28 s 84  | 30 s 43 |               |               |                 |           |     |                    |                                    |                  |                  |  |
|                | 1 min 59 s 38  | 30 s 54 | 1 min 00 s 97 |               |                 |           |     |                    |                                    |                  |                  |  |
|                | 2 min 29 s 91  | 30 s 53 |               |               |                 |           |     |                    |                                    |                  |                  |  |
|                | 3 min 00 s 73  | 30 s 82 | 1 min 01 s 35 |               |                 |           |     |                    |                                    |                  |                  |  |
|                | 3 min 31 s 69  | 30 s 96 |               |               |                 |           |     |                    |                                    |                  |                  |  |
|                | 4 min 02 s 64  | 30 s 95 | 1 min 01 s 91 |               |                 |           |     |                    |                                    |                  |                  |  |
|                | 4 min 33 s 15  | 30 s 51 |               |               |                 |           |     |                    |                                    |                  |                  |  |
|                | 5 min 04 s 22  | 31 s 07 | 1 min 01 s 58 | 5 min 04 s 22 |                 |           |     |                    |                                    |                  |                  |  |
|                | 5 min 35 s 26  | 31 s 04 |               |               |                 |           |     |                    |                                    |                  |                  |  |
|                | 6 min 06 s 29  | 31 s 03 | 1 min 02 s 07 |               |                 |           |     |                    |                                    |                  |                  |  |
|                | 6 min 37 s 24  | 30 s 95 |               |               |                 |           |     |                    |                                    |                  |                  |  |
|                | 7 min 08 s 15  | 30 s 91 | 1 min 01 s 86 |               |                 |           |     |                    |                                    |                  |                  |  |
|                | 7 min 39 s 10  | 30 s 95 |               |               |                 |           |     |                    |                                    |                  |                  |  |
|                | 8 min 09 s 68  | 30 s 58 | 1 min 01 s 53 |               |                 |           |     |                    |                                    |                  |                  |  |
|                | 8 min 41 s 18  | 31 s 50 |               |               |                 |           |     |                    |                                    |                  |                  |  |
|                | 9 min 12 s 60  | 31 s 42 | 1 min 02 s 92 |               |                 |           |     |                    |                                    |                  |                  |  |
|                | 9 min 44 s 26  | 31 s 66 |               |               |                 |           |     |                    |                                    |                  |                  |  |
|                | 10 min 16 s 00 | 31 s 74 | 1 min 03 s 40 | 5 min 11 s 78 |                 |           |     |                    |                                    |                  |                  |  |
|                | 10 min 47 s 84 | 31 s 84 |               |               |                 |           |     |                    |                                    |                  |                  |  |
|                | 11 min 19 s 67 | 31 s 83 | 1 min 03 s 67 |               |                 |           |     |                    |                                    |                  |                  |  |
|                | 11 min 51 s 51 | 31 s 84 |               |               |                 |           |     |                    |                                    |                  |                  |  |
|                | 12 min 23 s 45 | 31 s 94 | 1 min 03 s 78 |               |                 |           |     |                    |                                    |                  |                  |  |
|                | 12 min 55 s 22 | 31 s 77 |               |               |                 |           |     |                    |                                    |                  |                  |  |
|                | 13 min 27 s 01 | 31 s 79 | 1 min 03 s 56 |               |                 |           |     |                    |                                    |                  |                  |  |
|                | 13 min 58 s 89 | 31 s 88 |               |               |                 |           |     |                    |                                    |                  |                  |  |
|                | 14 min 31 s 13 | 32 s 24 | 1 min 04 s 12 |               |                 |           |     |                    |                                    |                  |                  |  |
|                | 15 min 02 s 93 | 31 s 80 |               |               |                 |           |     |                    |                                    |                  |                  |  |
|                | 15 min 32 s 90 | 29 s 97 | 1 min 01 s 77 | 5 min 12 s 90 |                 |           |     |                    |                                    |                  |                  |  |